# 中国科学院云南天文台
中国科学院云南天文台位于云南省的天文科研机构，拥有多个天文观测站点与一个科研园区，云南天文台本部科研园区位于昆明市区东侧风景秀丽的凤凰山上，海拔2000于米，原为国立中央研究院天文研究所（现中国科学院紫金山天文台）在抗日战争时期西迁后方所建立的天文观测站，1972年扩建为综合性天文台。2001年，经中央机构编制委员会批准，云南天文台与原北京天文台、乌鲁木齐天文观测站（现新疆天文台）、长春人造卫星观测站等台站、及南京天文光学技术研究所和国家授时中心（原陕西天文台）整合为中国科学院国家天文台。云南天文台保留原级别，同时具有法人资格。 截至2015年6月，云南天文台共有正式职工240人，其中科技人员为210多人。科技人员包括研究员和正高级工程师30多人、副研究员和高级工程师50多人。博士研究生60多人，硕士生60多人，以及在站博士后5人。
云南天文台是国家首批博士学位、硕士学位授予点，设博士后流动站。现设大样本恒星演化研究团组、恒星物理研究团组、高能天体物理研究团组、天体测量研究团组、双星与变星研究团组、系外行星研究团组、射电天文与VLBI研究团组、太阳爆发现象和CME研究团组、光纤阵列太阳光学望远镜研究团组、天文技术实验室、自适应光学在应用天文中的研究团组、选址组、自由探索组等，并设有抚仙湖太阳观测研究基地和丽江天文观测站（南方基地）两大天文观测研究基地。

## 历史
1937年抗日战争爆发，国立中央研究院令所属研究所疏散，设在南京的天文研究所奉命西迁。研究所首先撤到湖南长沙，不久后又转移至广西桂林，最后于1938年4月搬迁到云南昆明市。研究所所长余青松认为昆明市一带地区地高云薄，天气良好，夜晚星光明晰，非常适合天文观测，因此他决定在此处建立天文台，继续天文观测研究。天文研究所在昆明租赁小东城脚20号（今青年路北段）民房一所作为“天文研究所办事处”。1938年底，办事处选定昆明东郊大羊方旺村东面的凤凰山建筑天文台房屋，于1939年7月落成，因地取名昆明凤凰山天文台。抗日战争胜利后，1946年6月天文研究所东归南京，将部分财产设备留下，成立凤凰山天文台，作为天文研究所与云南大学的共管机构，由云南大学教授王士魁兼任天文台主任。但由于经济问题，天文研究所派出的职员辞职，双方共管名存实亡。1949年，中华人民共和国政府接管南京的天文研究所后，改名紫金山天文台，紫金山天文台在1950年联系云南大学，恢复对凤凰山天文台分支机构的共管，10月更名昆明天文工作站。1958年，主任王士魁被划为“资产阶级右派分子”，紫金山天文台停发其津贴，由中国科学院云南分院指派管理人员赴天文台工作，至此昆明天文工作站与云南大学脱离关系。1958年9月，昆明工作站改称中国科学院紫金山天文台昆明工作站。1972年，中国科学院决定，昆明工作站扩建为天文台，成立中国科学院云南天文台，与紫金山天文台脱离隶属关系，直辖于中科院，实行中科院与云南省双重领导。:14-17

## 主要设备
云南天文台现有主要设备与发展设备包括：
- 1米、1.2米光学望远镜（昆明）
- 2.4米光学望远镜一台（丽江观测站）
- 40米口径射电天线（昆明）
- 1米口径太阳望远镜（抚仙湖太阳观测站，云南玉溪）

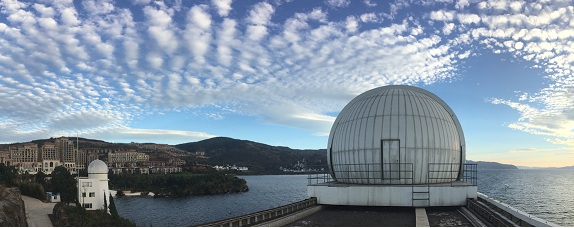
一米新真空太阳望远镜

- 120米射电望远镜（在建，景东）

## 观测站
云南天文台除昆明总部外（建有1米口径反射望远镜），另设有两个观测站，分别位于丽江高美古、澄江抚仙湖。高美古观测站主要从事天体物理光学观测，建有2.4米口径光学望远镜，及其大量合作单位望远镜。抚仙湖观测站主要从事太阳观测。

## 现任领导
- 副台长（主持工作）：白金明[6]
- 副台长：王建成
- 副台长：汪敏
- 党委书记：赵世荣

## 历任领导

### 中国科学院院云南天文台
- 吴敏然
- 陈彪
- 张柏荣
- 冯和生
- 谭徽松
- 罗国权
- 李焱
- 韩占文

## 科研方向与成果
云南天文台的主要科研学科方向包括活动星系核、恒星演化、变星和双星、太阳活动区物理、南方天文选址、天体测量与精密定位、天文新技术研究等。自1972年建台以来，云南天文台曾经获得中国国家科技进步一等奖一项、二等奖一项，省、部级一等奖十六项。2007年，云南天文台工作的中国科学院院士，天体物理学家黄润乾获得了云南省科学技术奖突出贡献奖。

## 科普活动
云南天文台对外开展科普教育已有数十年的历史。1972年，云南天文台成立时就配备了专用于科普工作的科普楼。八十年代后，又成立了科普部门，设立专人专职负责展开科普活动。1997年底，云南天文台成为云南省政府评选的“云南省科学普及教育基地”，1999年底又成为首批由中国科协命名的“全国科普教育基地”以及 “全国青少年科技教育基地”。2005年初，成为“全国青少年校外活动示范基地”。云南天文台常年在云南各地开展科普活动，大受人民欢迎，每年到云南天文台参观的游客不下五万人次。

## 历史建筑
2012年1月7日，天文台民国建筑被云南省人民政府公布为云南省文物保护单位，公布名称为云南天文台历史建筑群。2019年10月7日，被国务院公布为第八批全国重点文物保护单位，公布名称为凤凰山天文台近代建筑。包括A栋（办公用房、变星仪圆顶室、太阳分光仪观测暗室）、B栋（办公用房）、C栋（太阳黑子观测室）共三栋建筑，总占地面积约3500平方米，建筑面积456平方米。其中A栋、B栋建于1939年，砖木结构，青砖墙体；C栋建于1957年，砖混结构，红砖墙体，金属开启式观测穹顶。A栋为砖木结构，青砖墙体。A栋占地面积597.32平方米，建筑面积223.86平方米；B栋占地面积159.21平方米，建筑面积142平方米；C栋占地面积83.26平方米，建筑面积89.9平方米。

## 外部連結
- 中国科学院云南天文台主页（页面存档备份，存于）